# Балкачу (Алба)
Балкачу (рум. Bălcaciu) насеље је у Румунији у округу Алба у општини Жидвеј. Oпштина се налази на надморској висини од 308 m.

## Становништво
Према подацима из 2002. године у насељу је живело 1251 становника.

### Попис2002.
| Расподела становништва по националности 2002.‍ | Расподела становништва по националности 2002.‍ | Расподела становништва по националности 2002.‍ | Расподела становништва по националности 2002.‍ | Расподела становништва по националности 2002.‍ |
| --------------------------------------------- | --------------------------------------------- | --------------------------------------------- | --------------------------------------------- | --------------------------------------------- |
|                                               |                                               |                                               |                                               |                                               |
| Румуни                                        | Румуни                                        |                                               | 1.066                                         | 85,2%                                         |
| Мађари                                        | Мађари                                        |                                               | 21                                            | 1,7%                                          |
| Роми                                          | Роми                                          |                                               | 140                                           | 11,2%                                         |
| Немци                                         | Немци                                         |                                               | 24                                            | 1,9%                                          |